# 佐伯堅田インターチェンジ
佐伯堅田インターチェンジ（さいきかたたインターチェンジ）は、大分県佐伯市長谷にある東九州自動車道のインターチェンジ (IC)（地域活性化インターチェンジ）である。
佐伯堅田ICを含む佐伯IC - 北川ICが新直轄方式に変更されたため、本IC自体には料金所は設置されずに該当する区間は無料で供用される。仮称は佐伯南ICであった。佐伯市総合運動公園付近に設置されている。

## 歴史
- 2011年（平成23年）2月3日：高速自動車国道東九州自動車道新設工事（大分県佐伯市大字上岡から宮崎県延岡市北川町長井まで）ならびにこれに伴う二級河川および市道付替工事について国土交通大臣より土地収用法に基づく事業認定が公示される[2]。
- 2012年（平成24年）4月20日：国土交通省より地域活性化ICの追加設置が決定され、佐伯南ICが追加される[3]。
- 2014年（平成26年）3月10日：IC名称が「佐伯南IC（仮称）」から「佐伯堅田IC」に正式決定される[4]。
- 2015年（平成27年）3月21日：佐伯IC - 蒲江IC間開通に伴い、供用開始[5][6]。

## 周辺
- 佐伯市総合運動公園

## 接続する道路
- 間接接続
  - 大分県道603号赤木吹原佐伯線
  - 大分県道37号佐伯蒲江線
  - 国道388号

## 料金所
無料区間のため、設置されていない。

## 隣
E10 東九州自動車道
(18) 佐伯IC/TB - (18-1) 佐伯堅田IC - (19) 蒲江IC/かまえインターパーク